# Banque centrale de la république de Chine
Ne doit pas être confondu avec Banque populaire de Chine.
La Banque centrale de la république de Chine (chinois traditionnel : 中華民國中央銀行 ; chinois simplifié : 中华民国中央银行) est la banque centrale de Taïwan (république de Chine). Elle est connue de 1924 à 2007 sous le nom de Banque centrale de Chine et toujours désignée sous l'acronyme CBC, de l'anglais Central Bank of China.
Fondée à l'origine en 1924 à Guangzhou, la Banque centrale de la république de Chine a été expulsée de la Chine continentale en 1949 et s'est installée à Taïwan, où elle a repris l'émission des billets de banque de la Banque de Taïwan en 1961.

## Histoire

### Chine continentale (1924-1949)
La Banque centrale de Chine est l'héritière de la banque centrale créée en 1912 quand le gouvernement de la nouvelle république prend possession de la Banque Da Qing, la banque centrale de fait de la dynastie Qing.
La Banque centrale de Chine est officiellement fondée en 1924 à Guangzhou, et est au service du gouvernement nationaliste dès 1925. Après le succès de l'Expédition du Nord, et la mise en place de la Réglementation sur la banque centrale, la CBC s'installe à Shanghai dans l'ancien bâtiment (zh) de la banque russe-chinoise (ru). Son directeur, T. V. Soong, négocie une division du travail avec la Banque de Chine, recentrant cette dernière sur les opérations de change. Elle devient ainsi une des quatre grandes banques nationales chinoises, avec la Banque de Chine, la Banque des communications et la Banque des fermiers de Chine.
En 1935, la Réglementation sur la banque centrale est remplacé par la Loi sur la Banque centrale (chinois traditionnel : 中央銀行法).
Avec les troubles des années 1930, la CBC perd successivement sa compétence sur le nord-est de la Chine au profit de la Banque centrale de Manchou à Changchun, puis sur certaines parties de la Chine du Nord au profit de la Banque de Mengjiang à Kalgan et de la Banque des réserves fédérales à Pékin, puis sur le centre-est de la Chine au profit de la Banque commerciale de Huaxing puis de la Banque centrale de réserve à Shanghai et à Nanjing. En 1937-1938, elle s' installe à Wuhan, puis à Chongqing. Fin juillet 1942, elle obtient le monopole de l'émission de la monnaie dans la zone territoriale contrôlée par le gouvernement nationaliste.
En 1945, la CBC retrouve son siège à Shanghai et son rôle national, mais avec la fin de la guerre civile chinoise, elle déménage avec le gouvernement nationaliste à Guangzhou, Chongqing et Chengdu avant de terminer son voyage à Taïwan à la fin de l'année 1949. Ses archives sont perdues lors du naufrage du Taïping, complexifiant la reprise de ses activités à Taïwan.

### Taïwan (depuis 1949)
Dès 1949, la CBC est instituée comme banque centrale de l'île, mais avec un périmètre d'action très réduit du fait de la perte de ses archives. De fait, seuls six départements demeurent actifs. La Banque de Taïwan, une banque commerciale fondée en 1897 pendant la domination japonaise, est chargée notamment de l'émission de monnaie et la gestion des opérations de change.
En 1961, Tchang Kaï-chek approuve le « Plan de reprise des activités de la Banque centrale » (中央銀行復業方案), permettant à la CBC de récupérer une partie des activités de la Banque de Taïwan. Le 1er juillet de cette même année, la Banque centrale est formellement rétablie dans un bureau prêté par la Banque de Taïwan.
Le 8 novembre 1979, la révision du Central Bank of China Act réorganise la CBC, la plaçant sous la juridiction du Yuan exécutif plutôt que du Bureau présidentiel, et définit clairement ses missions : assurer la stabilité financière, gérer les activités bancaires et maintenir la stabilité de la monnaie taïwanaise.
En 2000, l’émission de nouveaux billets en nouveau dollar de Taïwan par le ministère des Finances de la république de Chine entraîne une réorganisation du processus d’émission monétaire. La Banque de Taïwan, jusqu’alors responsable de cette tâche, voit son rôle réduit à la seule distribution, tandis que la Banque centrale reprend le pouvoir de frappe de la monnaie.
En 2007, sous l'administration de Chen Shui-bian, la Banque centrale de Chine est renommée Banque centrale de la république de Chine (Taïwan).

## Responsabilités
Les responsabilités de la Banque centrale de la république de Chine sont liées à certains objectifs, tels que :
- Conserver une stabilité financière[4] et une stabilité des prix des biens[6] ;
- Concevoir et distribuer les billets de banque de la république[4], et conserver leur stabilité de valeur[4] ;
- Améliorer les services banquier[4].